# 紀元前129年
紀元前129年（きげんぜん129ねん）は、ローマ暦の年である。

## 他の紀年法
- 干支 : 壬子
- 日本
  - 開化天皇29年
  - 皇紀532年
- 中国
  - 前漢 : 元光6年
- 朝鮮
  - 檀紀2205年
- 仏滅紀元 : 416年
- ユダヤ暦 : 3632年 - 3633年

## できごと

### ローマ
- 紀元前133年にアッタロス朝最後の王であるアッタロス3世が死亡した後、僭王となったエウメネス3世がカッパドキアの支援を得たペルペルナによって討たれたことにより、ヒエラポリスを含むアッタロス朝ペルガモン王国が、共和政ローマの属州（アシア属州）になる。
- 第三次ポエニ戦争の勝者であるスキピオ・アエミリアヌス（小スキピオ）が、政敵によりローマで暗殺される。

### シリア
- エクバタナの戦い：セレウコス朝のアンティオコス7世がフラーテス2世のパルティアに敗れ、殺害される。セレウコス朝はメディア、メソポタミアの支配権を失う。
- パルティアに解放されたデメトリオス2世ニカトルがセレウコス朝の王に復位する。

### アジア
- 漢の武帝が匈奴に対して北西部への侵攻を開始する。

### 天文学
- ヒッパルコスが星図を出版。
- ヒッパルコスが皆既日食を利用して、月への距離を推測する。

## 死去
- アンティオコス7世、セレウコス朝シリアの王（* 紀元前159年?）
- カルネアデス、哲学者、アカデメイア第3代学頭（* 紀元前214年）
- スキピオ・アエミリアヌス、共和政ローマ期の軍人、政治家（* 紀元前185年）